# ГЕС Камараса ІІ
ГЕС Камараса ІІ (ісп. Camarasa) – гідроелектростанція на північному сході Іспанії, в регіоні Каталонія. Знаходячись після ГЕС Terradets, становить нижній ступінь каскаду на річці Ногера-Пальяреса, яка дренує південний схил Піренеїв та через Сегре і Ебро відноситься до басейну Балеарського моря.
Для роботи станції річку перекрили гравітаційною греблею висотою 103 метри та довжиною 216 метрів, на спорудження якої пішло 218 тис м3 матеріалу. Вона утворила водосховище площею поверхні 6,2 км2 та об’ємом 163 млн м3 (корисний об’єм 112 млн м3). Машинний зал розташований неподалік від греблі, при цьому створюється напір у 83,5 метра.
Роботи по проекту розпочались у 1919 році і тривали до 1922-го, хоча перший струм станція змогла видати вже через рік після початку будівництва. В 1930 потужність станції збільшили вдвічі – до 56 МВт, що забезпечували чотири турбіни типу Френсіс. А у 1989 році станція пройшла повномасштабну модернізацію (ГЕС Камараса ІІ) та наразі обладнана чотирма турбінами загальною потужністю 60 МВт.
Видача продукції відбувається по ЛЕП, що працює під напругою 110 кВ.